# Меримак (Вирџинија)
Меримак (енгл. Merrimac) насељено је место без административног статуса у америчкој савезној држави Вирџинија.

## Демографија
По попису из 2010. године број становника је 2.133, што је 382 (21,8%) становника више него 2000. године.
| Група             | 2000.         | 2010.         |
| Белци             | 1.647 (94,1%) | 1.863 (87,3%) |
| Афроамериканци    | 33 (1,9%)     | 110 (5,2%)    |
| Азијати           | 34 (1,9%)     | 27 (1,3%)     |
| Хиспаноамериканци | 16 (0,9%)     | 102 (4,8%)    |
| Укупно            | 1.751         | 2.133         |